# Шиян, Иван
Иван Ши́ян (хорв. Ivan Šijan; род. 2 июня 1990, Загреб) — хорватский хоккейный защитник, игрок клуба «Медвешчак».

## Биография
Выросший в столице Хорватии с детства был поклонником хоккейного клуба «Динамо» (Москва) и боготворил Илью Ковальчука. Уже в 4 года его мать решила отдать его тренироваться в местный хоккейный клуб «Медвешчак».
В составе национальной сборной Хорватии участвовал в квалификационных турнирах на зимние Олимпийские игры 2010 и 2014, чемпионатах мира 2010, 2011, 2012, 2013, 2018.
В составе молодёжной сборной Хорватии — участник чемпионатов мира 2007 (дивизион II), 2008 (дивизион II), 2009 (дивизион II) и 2010 (дивизион I).
В составе юниорской сборной Хорватии участвовал в чемпионате мира 2006 (дивизион II), 2007 (дивизион II) и 2008 (дивизион II).
В сезоне 2010/11 выступал за сборную Загреба в Слохоккей лиге. Поиграл за иностранные клубы — словенскую «Олимпию», датский «Херлев Иглз», шведские «Сандвикен» и «Уингз Арланда», норвежский «Йёвик», английские «Милтон-Кинс Лайтнинг» и «Манчестер Сторм».